# Большие Лупяжи
Большие Лупяжи — деревня в Спасском районе Рязанской области. Входит в Перкинское сельское поселение.

## География
Находится в центральной части Рязанской области на расстоянии приблизительно 32 км на север-северо-восток по прямой от районного центра города Спасск-Рязанский.

## История
Деревня Лупяжи была отмечена на карте еще 1840 года. На карте 1850 года (уже Большие Лупяжи) показана как поселение с 44 дворами. В 1859 году здесь (тогда деревня Спасского уезда Рязанской губернии) было учтено 46 дворов, в 1897 — 35.

## Население
Численность населения: 400 человек (1859 год), 316 (1897), 33 в 2002 году (русские 100 %), 16 в 2010.